# Utenzi wa Tambuka
Utenzi (o Utendi) wa Tambuka (o wa Hirqal) (en suajili, "La canción de Tambuka" o "de Heraclio") es un poema épico de 1728. Es una de las más antiguas composiciones conocidas en idioma suajili. Relata diversos episodios de las guerras entre árabes y bizantinos así como entre otomanos y bizantinos, que van desde la Batalla de Mu'tah (628 d. C.) hasta la caída de Constantinopla (1453). El nombre "Heraclio", que aparece en uno de los títulos de los manuscritos encontrados , se refiere a Heraclio I de Bizancio; "Tambuka" es el nombre suajili de la ciudad de Tabuk, en Arabia Saudita. El héroe principal del poema es Ali ibn Abi Talib, nieto del Profeta, casado con la hija mayor de Mahoma, quien en el texto es aludido a través de numerosos nombres, incluyendo Haidar ("el león").
En el más antiguo manuscrito de la obra hasta ahora descubierto se indica el año 1141 del calendario musulmán, correspondiente al año 1728. Fue escrito en Yunga, uno de los palacios reales de la antigua ciudad de Pate, en el archipiélago de Lamu. En los versos 1124-1125 se dice que la obra fue escrita a instancias del "Rey de Yunga" (el sultán de Pate), con el fin de celebrar las hazañas de los primeros seguidores de Mahoma. En el verso 1146, el autor se presenta como Mwengo, hijo de Osman (Athumani). De Mwengo no se sabe mucho más. A su hijo, Abu Bakr bin Mwengo, se le atribuye un poema épico menor, imitando la obra de su padre, que data de mediados del siglo XVIII.
Como todas las obras antiguas en suajili, el Utenzi wa Tambuka está escrito en alfabeto árabe (el llamado estilo Ajami). El idioma es una variante conocida como kiamu; algunos manuscritos difieren ligeramente de la versión de Pate, lo que revela la influencia de otros dialectos, como el kigunya y el kiunjuga (del suajili de Zanzíbar).
La estructura del Utenzi wa Tambuka sigue una de las formas típicas de la literatura poética suajili, llamada utenzi. En la utenzi, los versos son de ocho sílabas, y se disponen en grupos de cuatro, los tres primeros versos de cada grupo están cerrados con que sílabas riman entre sí, y el cuarto concluye con una sílaba que es siempre la misma para toda la obra. Dado que la mayoría de las palabras suajili tienen el acento en la penúltima sílaba, los versos de la obra tienen el acento siempre en la última o la penúltima sílaba.